# إيريك بيردن
إيريك فكتور بيردن (بالإنجليزية: Eric Victor Burdon)‏ (نيوكاسل أبون تاين, 11 ماي 1941 - ) مغني وكاتب غنائي أنجليزي، اشتهر مع فرقة ذي أنيملس و فرقة الفانك وار  ويعتبر من أشهر نجوم الروك على الإطلاق بالإضافة إلى أنه من رموز موسيقى الستينات.

## المشوار الفني
بدأ ايريك بيردن مشواره الغنائي في أوائل الستينات بتأسيس الفريق الغنائي ذي انيملس .في العام 1964 حقق أول نجاح في بريطانيا,وأمريكا -مع بداية موجة الغزو البريطاني الموسيقي لأمريكا وبقية العالم- بعدة أغاني أبرزها الأغنية الفلكورية "The House of the Rising Sun" -والتي يعتبر هو مع فرقته المؤدون الأشهر لها- بالإضافة إلى أغاني أخرى اشتهرت مثل "Don't Let Me Be Misunderstood","We Gotta Get out of This Place" و
"It's My Life".في نهاية عام 1966 وضع ايريك اسمه مع الفرقة ليصبح اسمها ايريك بيردين اند ذي انيملس إلى أن انفصلت الفرقة في عام 1968.في عام 1969 انتقل ايريك للعيش في سان فرانسيسكو و وهناك انضم لفترة بسيطة مع فرقة الفانك وار  وحقق معهم نجاحات جيدة إلى أن انفصل منهم في أوائل السبعينات.وفي بقية السبعينات أصبح مغني منفرد وحقق نجاحات فنية بسيطة.ولا يزال حتى وقتنا الحالي محافظا على شهرته ونجوميته.

## وصلات خارجية
- إيريك بيردن على موقع IMDb (الإنجليزية)
- إيريك بيردن على موقع الموسوعة البريطانية (الإنجليزية)
- إيريك بيردن على موقع ألو سيني (الفرنسية)
- إيريك بيردن على موقع ميوزك برينز (الإنجليزية)
- إيريك بيردن على موقع رولينغ ستون (الإنجليزية)
- إيريك بيردن على موقع أول موفي (الإنجليزية)
- إيريك بيردن على موقع قاعدة بيانات الأفلام السويدية (السويدية)
- إيريك بيردن على موقع إن إن دي بي (الإنجليزية)
- إيريك بيردن على موقع أول ميوزيك (الإنجليزية)
- إيريك بيردن على موقع ديسكوغز (الإنجليزية)

- الموقع الشخصي لإيريك بيردن